# Heinz Kluetmeier
Heinz Kluetmeier (1. října 1942 – 14. ledna 2025) byl americký sportovní fotograf německého původu pracující pro Sports Illustrated. Pro časopis dokumentoval všechny olympijské hry od her v Mnichově v roce 1972 kromě jedné. Kluetmeier se proslavil především svou fotografií na konci zápasu Zázrak na ledě, která byla publikována na obálce Sports Illustrated bez jakéhokoli popisku. Na svém kontě má přes 100 titulních fotografií časopisu Sports Illustrated.
Kluetmeier působil dvakrát jako vedoucí fotografického oddělení časopisu a v říjnu 2007 obdržel cenu Lucie za mimořádný úspěch ve sportovní fotografii. Kluetmeier byl uveden do Mezinárodní plavecké síně slávy v roce 2017.

## Život a kariéra

### Raný život
Kluetmeier se narodil v Berlíně 1. října 1942. Vyrůstal v Brémách a v devíti letech se s rodinou přestěhoval v roce 1952 do Milwaukee ve Wisconsinu.  Navštěvoval Custer High School v Milwaukee, kde byl univerzitním plavcem a kapitánem tenisového týmu. Ve věku 15 let pracoval jako fotograf na volné noze pro The Associated Press a dokumentoval Green Bay Packers a prezidentskou kampaň v roce 1960.
Navštěvoval inženýrský obor na Dartmouth College na naléhání svého otce, který „nikdy nevěřil, že se fotografie rozvine v kariéru“. Kluetmeier fotografoval pro atletiku v Dartmouthu a pro akce v kampusu a pro bostonskou pobočku agentury AP a v létě pokračoval na volné noze v Milwaukee. 
Po absolvování Dartmouthu v roce 1965 pracoval dva roky pro Inland Steel a poté rok a půl v The Milwaukee Journal. V roce 1969 se Kluetmeier připojil k týmu Time Inc. jako fotograf pro Life a Sports Illustrated.

### Sports Illustrated
Kluetmeier informoval o svých prvních olympijských hrách pro Sports Illustrated na hrách v Mnichově v roce 1972 a dvakrát působil jako vedoucí fotografického oddělení časopisu. Byl hlavním fotografem časopisu.
Kluetmeierova nejznámější práce pro SI je obálka z 3. března 1980, která zobrazuje americký hokejový tým, jak slaví své semifinálové vítězství nad Sovětským svazem v utkání „Zázrak na ledě“ na zimních olympijských hrách 1980 v Lake Placid, New York. Obálka je jediná v historii časopisu, která je bez titulku nebo popisku, protože podle jeho slov: "Nepotřebovalo to. Všichni v Americe věděli, co se stalo."
Vymyýšlel také nové techniky a pomůcky k pořízení svých záběrů. Na olympijských hrách v Moskvě v roce 1980 Kluetmeier vymyslel způsob, jak použít dálkově ovládanou kameru poblíž cílové čáry závodu. Úspěšně zachytil tvář Sebastiana Coea, když vyhrál závod na 1500 metrů. Kluetmeier byl jediným fotografem, který umístil dálkový fotoaparát, ale "teď," řekl v roce 1996, "jedete na olympiádu a v cíli je asi 50 dálkových ovladačů."
Kluetmeier dokumentoval zimní olympijské hry 1984 v Sarajevu, včetně skokanských závodů na Mt. Igman.
Během Mistrovství světa v plavání v roce 1991 se stal prvním fotografem, který umístil fotoaparát pod vodu, aby zachytil plavecké události. Udělal to znovu následující rok na olympijských hrách 1992. O šestnáct let později na hrách v Pekingu v roce 2008 ovládal Kluetmeier podvodní kameru, která zdokumentovala poslední vteřinu závodu na 100 metrů motýlek. Fotografie v sekvenci ukazovaly, jak se Michael Phelps dotýká zdi před Miloradem Čavićem, i když z výšky se zdálo, že závod vyhrál Čavić.

### Nemoc a smrt
Kluetmeier měl Parkinsonovu chorobu a mrtvici a zemřel na komplikace ve svém domě na Manhattanu ve státě New York 14. ledna 2025 ve věku 82 let. 